# カルロス・フリアス
- カルロス・フリーアス

カルロス・デビッド・フリアス（Carlos David Frias, 1989年11月13日 - ）は、ドミニカ共和国マリア・トリニダー・サンチェス州ナグア出身の元プロ野球選手（投手）。右投右打。

## 経歴

### プロ入りとドジャース時代
2007年にロサンゼルス・ドジャースと契約。ルーキー級ドミニカン・サマーリーグ・ドジャースでプロデビュー。13試合（先発11試合）に登板して6勝2敗・防御率1.81・39奪三振の成績を残した。
2008年はルーキー級ガルフ・コーストリーグ・ドジャースでプレーし、11試合（先発3試合）に登板して1勝2敗・防御率3.82・19奪三振の成績を残した。
2009年はまずルーキー級アリゾナリーグ・ドジャースでプレーし、14試合（先発9試合）に登板して5勝5敗・防御率4.28・67奪三振の成績を残した。9月からパイオニアリーグのルーキー級オグデン・ラプターズでプレー。2試合に登板して0勝1敗・防御率3.52・6奪三振の成績を残した。
2010年はルーキー級オグデンでプレーし、13試合（先発8試合）に登板して2勝6敗・防御率6.19・43奪三振の成績を残した。
2011年はA+級ランチョクカモンガ・クエークスでプレーし、12試合に登板して1勝1敗、防御率6.19・11奪三振の成績を残した。
2012年はまずA+級ランチョクカモンガでプレー。3試合（先発1試合）に登板して0勝1敗・防御率12.71と結果を残せず、6月にルーキー級オグデンへ降格。15試合に先発登板して7勝4敗・防御率4.15・67奪三振の成績を残した。
2013年はまずA級グレートレイクス・ルーンズでプレーし、12試合に先発登板して5勝3敗・防御率2.63・23奪三振の成績を残した。6月にA+級ランチョクカモンガへ昇格。8試合に先発登板して2勝3敗・防御率4.11・11奪三振の成績を残した。7月にAA級チャタヌーガ・ルックアウツへ昇格。8試合（先発2試合）に登板して1勝1敗・防御率3.94・7奪三振の成績を残した。
2014年はAA級チャタヌーガで開幕を迎え、5試合に登板後、4月にAAA級アルバカーキ・アイソトープスへ昇格。AAA級アルバカーキでは16試合に登板して8勝4敗、防御率5.01・奪三振の成績を残した。8月4日にクリス・ペレスが故障者リスト入りしたため、ドジャースとメジャー契約を結んだ。同日のロサンゼルス・エンゼルス・オブ・アナハイム戦でメジャーデビュー。5点ビハインドの8回表に登板し、2回を1安打無失点2奪三振に抑えた。
2015年は17試合に登板し、うち13試合で先発登板した。5勝5敗・防御率4.06・WHIP1.47という、まずまずの成績を残した。なお同年、マイナー（A+級ランチョクカモンガとAAA級オクラホマシティ・ドジャース） では10試合に登板、うち5試合で先発登板して2勝0敗・防御率3.81・WHIP1.39・SO/BB5.60という好成績を残した。
2016年は、斜筋の負傷で故障者リスト入りし、メジャーでは1試合・4.0イニングに投げただけで、2安打無失点の投球内容だった。マイナーでは先発で4試合・リリーフで6試合に登板し、3勝3敗・防御率3.95・WHIP1.18という成績だった。

### インディアンス傘下時代
2017年1月30日に後日発表選手または金銭とのトレードで、クリーブランド・インディアンスへ移籍した。開幕は傘下のAAA級コロンバス・クリッパーズで迎え、5月16日にDFA、22日に40人枠から外れた。その後もメジャー昇格はなく、11月6日にFAとなった。
2018年3月7日に、インディアンスとマイナー契約を結んだ。29日に放出された。

### メキシカンリーグ時代
2018年4月23日にメキシカンリーグのユカタン・ライオンズと契約を結ぶ。7月23日に放出された。
2019年2月4日にメキシカンリーグのキンタナロー・タイガースと契約。5月21日に放出された。

## 詳細情報

### 年度別投手成績
| 年 度    | 球 団    | 登 板 | 先 発 | 完 投 | 完 封 | 無 四 球 | 勝 利 | 敗 戦 | セ 丨 ブ | ホ 丨 ル ド | 勝 率 | 打 者 | 投 球 回 | 被 安 打 | 被 本 塁 打 | 与 四 球 | 敬 遠 | 与 死 球 | 奪 三 振 | 暴 投 | ボ 丨 ク | 失 点 | 自 責 点 | 防 御 率 | W H I P |
| -------- | -------- | ----- | ----- | ----- | ----- | -------- | ----- | ----- | -------- | ----------- | ----- | ----- | -------- | -------- | ----------- | -------- | ----- | -------- | -------- | ----- | -------- | ----- | -------- | -------- | ------- |
| 2014     | LAD      | 15    | 2     | 0     | 0     | 0        | 1     | 1     | 0        | 1           | .500  | 137   | 32.1     | 33       | 4           | 7        | 1     | 0        | 29       | 2     | 0        | 22    | 22       | 6.12     | 1.24    |
| 2015     | LAD      | 17    | 13    | 0     | 0     | 0        | 5     | 5     | 0        | 0           | .500  | 333   | 77.2     | 88       | 7           | 26       | 1     | 3        | 43       | 3     | 0        | 38    | 35       | 4.06     | 1.10    |
| 2016     | LAD      | 1     | 0     | 0     | 0     | 0        | 0     | 0     | 0        | 0           | ----  | 15    | 4.0      | 2        | 0           | 1        | 0     | 0        | 3        | 0     | 0        | 0     | 0        | 0.00     | 0.75    |
| MLB：3年 | MLB：3年 | 33    | 15    | 0     | 0     | 0        | 6     | 6     | 0        | 1           | .500  | 485   | 114.0    | 123      | 11          | 34       | 2     | 3        | 75       | 5     | 0        | 60    | 57       | 4.50     | 1.38    |

- 2018年度シーズン終了時

### 年度別守備成績
| 年 度 | 球 団 | 投手（P） | 投手（P） | 投手（P） | 投手（P） | 投手（P） | 投手（P） |
| 年 度 | 球 団 | 試 合     | 刺 殺     | 補 殺     | 失 策     | 併 殺     | 守 備 率  |
| ----- | ----- | --------- | --------- | --------- | --------- | --------- | --------- |
| 2014  | LAD   | 15        | 2         | 3         | 0         | 0         | 1.000     |
| 2015  | LAD   | 17        | 16        | 10        | 0         | 0         | 1.000     |
| 2016  | LAD   | 1         | 0         | 0         | 0         | 0         | ----      |
| MLB   | MLB   | 33        | 18        | 13        | 0         | 0         | 1.000     |

- 2018年度シーズン終了時

### 背番号
- 77（2014年 - 2016年）